# بيتبورغر
بيتبورغر (بالألمانية: bitburger) وهي شركة ألمانية لصنع الجعة، أسست هذه الشركة من قبل يوهان فولينبيرغ في سنة 1817 في بلدة بيتبورغ في مقاطعة راينلند بالاتينات في ألمانيا، تعتبر هذه الشركة من أفضل 3 شركات ألمانيات لصنع الجعة وفي سنة 2008 باعت هذه الشركة حوالي 3,86 مليون هكترولتر.

## وصلات خارجية
- الموقع الرسمي